# Гронг
Гронг (норв. Grong) — коммуна в губернии Нур-Трёнделаг в Норвегии. Административный центр коммуны — город Гронг. Официальный язык коммуны — нейтральный. Население коммуны на 2007 год составляло 2377 чел. Площадь коммуны Гронг — 1136,16 км², код-идентификатор — 1742.

## История населения коммуны
Население коммуны за последние 60 лет.

Статистика коммуны Гронг